# Halvány cinegelégykapó
A halvány cinegelégykapó  vagy ausztrál cinegelégykapó (Microeca fascinans) a madarak osztályának a verébalakúak (Passeriformes) rendjéhez és a  cinegelégykapó-félék (Muscicapidae) családjához tartozó faj.

## Rendszerezése
A fajt John Latham brit zoológus írta le 1801-ben, a Loxia nembe Loxia fascinans néven.

## Alfajai
- Microeca fascinans assimilis Gould, 1841
- Microeca fascinans fascinans (Latham, 1802)
- Microeca fascinans pallida De Vis, 1885
- Microeca fascinans zimmeri Mayr & Rand, 1935[2]

## Előfordulása
Ausztráliában és Pápua Új-Guinea délkeleti részén honos. Természetes élőhelyei a mérsékelt övi erdők,  szubtrópusi és trópusi száraz erdők, szavannák és cserjések, valamint legelők és városi környezet.

## Megjelenése
Testhossza 14 centiméter, testtömege 14-20 gramm. Tollazata szürkés-barnás színű.

## Életmódja
Rovarokkal táplálkozik, melyeket a levegőben kap el, vagy a földön szed össze.

## Szaporodása
Fák ágaira készíti csésze alakú fészkét. Fészekalja 2 tojásból áll, melyen 17 napig kotlik. A fiókák kirepülési ideje még 17 nap.
|  |

## Természetvédelmi helyzete
Az elterjedési területe rendkívül nagy, egyedszáma ugyan csökken, de még nem éri el a kritikus szintet. A Természetvédelmi Világszövetség Vörös listáján nem fenyegetett fajként szerepel.